# Stany Zjednoczone na Letnich Igrzyskach Olimpijskich Młodzieży 2010
Stany Zjednoczone na Letnich Igrzyskach Olimpijskich Młodzieży 2010 w Singapurze reprezentowało 82 sportowców w 19 dyscyplinach.

## Skład kadry

### Badminton
- Zenas Lam – 3. miejsce w fazie grupowej
- Cee Nantana Ketpura – 2. miejsce w fazie grupowej

### Boks
- Joshua Temple – kategoria do 91 kg – 6. miejsce

### Gimnastyka

#### Gimnastyka artystyczna
- Jesse Glenn
  - Ćwiczenia na poręczach - 8. miejsce

#### Gimnastyka rytmiczna
- Polina Kozitskiy – 7. miejsce

#### Gimnastyka na trampolinie
- Hunter Brewster – 11. miejsce w kwalifikacjach
- Savannah Vinsant – 5. miejsce w finale

### Jeździectwo
- Eirin Bruheim – 17. miejsce

### Judo
- Katelyn Bouyssou – kategoria do 52 kg – 1. miejsce 
złoty medal
- Max Schneider – kategoria do 66 kg – 1. miejsce 
złoty medal

### Koszykówka
Drużyna chłopców – 4. miejsce
- Kyle Caudill
- Angelo Chol
- Sterling Gibbs (C)
- Brandan Kearney

Drużyna dziewcząt – 3. miejsce  brązowy medal
- Briyona Canty
- Andraya Carter
- Amber Henson
- Kiah Stokes (C)

### Lekkoatletyka
Chłopcy
Konkurencje biegowe i chód
| Zawodnik                                                 | Konkurencja                    | Kwalifikacje | Kwalifikacje | Finał    | Finał       |
| Zawodnik                                                 | Konkurencja                    | Wynik        | Poz.         | Wynik    | Poz.        |
| -------------------------------------------------------- | ------------------------------ | ------------ | ------------ | -------- | ----------- |
| Brandon Sanders                                          | bieg na 200 m                  | 21.81        | 7 Q          | 21.44    | 4           |
| Najee Glass                                              | bieg na 400 m                  | 47.83        | 7 Q          | 47.65    | 6           |
| Gregory Coleman                                          | bieg na 400 m. przez płotki    | DSQ* qC      | DSQ* qC      | DNS      | DNS         |
| Daniel Wong                                              | bieg na 2000 m. z przeszkodami | 6:05.92      | 8 Q          | 5:57.29  | 8           |
| Tyler Sorenson                                           | chód na 10 km                  |              |              | 47:07.77 | 10          |
| Caios Dos Santos Odane Skeen Najee Glass Luguelin Santos | sztafeta szwedzka              |              |              | 1:51.38  | złoty medal |

Konkurencje techniczne
| Zawodnik     | Konkurencja    | Kwalifikacje | Kwalifikacje | Finał | Finał         |
| Zawodnik     | Konkurencja    | Wynik        | Poz.         | Wynik | Poz.          |
| ------------ | -------------- | ------------ | ------------ | ----- | ------------- |
| Devin Bogert | rzut oszczepem | 74.24        | 3 Q          | 76.88 | srebrny medal |
| Gunnar Nixon | skok wzwyż     | 2.10         | 4 Q          | 2.11  | =6            |
| Reese Watson | skok o tyczce  | 4.60         | 9 qB         | 4.50  | 10            |

Dziewczęta
Konkurencje biegowe
| Zawodnik                                                | Konkurencja                 | Kwalifikacje | Kwalifikacje | Finał   | Finał         |
| Zawodnik                                                | Konkurencja                 | Wynik        | Poz.         | Wynik   | Poz.          |
| ------------------------------------------------------- | --------------------------- | ------------ | ------------ | ------- | ------------- |
| Myasia Jacobs                                           | bieg na 100 m               | 11.74        | 2 Q          | 11.64   | srebrny medal |
| Olivia Ekpone                                           | bieg na 200 m               | 24.05        | 2 Q          | 23.75   | brązowy medal |
| Robin Reynolds                                          | bieg na 400 m               | 53.21        | 2 Q          | 52.57   | złoty medal   |
| Claudia Francis                                         | bieg na 1000 m              | 2:51.99      | 9 Q          | 2:55.73 | 12            |
| Trinity Wilson                                          | bieg na 100 m. przez płotki | 13.88        | 6 Q          | 13.71   | 6             |
| Amber Bryant Brock                                      | bieg na 400 m. przez płotki | 59.46        | 3 Q          | 1:00.72 | 6             |
| Myasia Jacobs Tynia Gaither Rashan Brown Robin Reynolds | sztafeta szwedzka           |              |              | 2:05.62 | złoty medal   |

Konkurencje techniczne
| Zawodnik           | Konkurencja    | Kwalifikacje | Kwalifikacje | Finał | Finał         |
| Zawodnik           | Konkurencja    | Wynik        | Poz.         | Wynik | Poz.          |
| ------------------ | -------------- | ------------ | ------------ | ----- | ------------- |
| Sarah Howard       | pchnięcie kulą | 13.87        | 7 Q          | 13.44 | 8             |
| Sarah Tolson       | rzut dyskiem   | 42.58        | 10 qB        | 44.97 | 9             |
| Hannah Carson      | rzut oszczepem | 48.64        | 5 Q          | 50.64 | brązowy medal |
| Shelby Ashe        | rzut młotem    | 58.01        | 3 Q          | 49.16 | 8             |
| Le'Tristan Pledger | skok w dal     | 6.01         | 3 Q          | 6.17  | brązowy medal |
| Reed Hancock       | skok wzwyż     | NM qB        | NM qB        | 3.30  | 14            |

### Łucznictwo
- Ben Chu – 17. miejsce
- Miranda Leek – 9. miejsce

### Pięciobój nowoczesny
- Anna Olesinski – 4. miejsce
- Nathan Schrimsher – 13. miejsce

### Pływanie
Chłopcy
| Zawodnik                                                   | Konkurencja                        | Kwalifikacje | Kwalifikacje | Półfinał               | Półfinał               | Finał                   | Finał                   |
| Zawodnik                                                   | Konkurencja                        | Czas         | Miejsce      | Czas                   | Miejsce                | Czas                    | Miejsce                 |
| ---------------------------------------------------------- | ---------------------------------- | ------------ | ------------ | ---------------------- | ---------------------- | ----------------------- | ----------------------- |
| Erich Peske                                                | 50 m st. dowolnym                  | 23.52        | 7 Q          | 23.56                  | 11                     | nie zakwalifikował się  | nie zakwalifikował się  |
| Erich Peske                                                | 100 m st. motylkowym               | 54.50        | 3 Q          | 54.29                  | 6 Q                    | 54.93                   | 8                       |
| Erich Peske                                                | 200 m st. motylkowym               | 2:05.09      | 13           |                        |                        | nie zakwalifikował się  | nie zakwalifikował się  |
| Thomas Stephens                                            | 100 m st. dowolnym                 | 52.20        | 21           | nie zakwalifikował się | nie zakwalifikował się |                         |                         |
| Thomas Stephens                                            | 200 m st. dowolnym                 | 1:52.35      | 11           |                        |                        | nie zakwalifikował się  | nie zakwalifikował się  |
| Thomas Stephens                                            | 400 m st. dowolnym                 | 4:02.11      | 12           |                        |                        | nie zakwalifikował się  | nie zakwalifikował się  |
| Steve Schmuhl                                              | 200 m st. dowolnym                 | 1:53.81      | 17           |                        |                        | nie zakwalifikował się  | nie zakwalifikował się  |
| Steve Schmuhl                                              | 100 m st. grzbietowym              | 58.01        | 13 Q         | 57.64                  | 12                     | nie zakwalifikował się  | nie zakwalifikował się  |
| Austin Ringquist                                           | 200 m st. grzbietowym              | 2:05.36      | 8 Q          |                        |                        | 2:04.85                 | 7                       |
| Austin Ringquist                                           | 200 m st. zmiennym                 | 2:06.51      | 14           |                        |                        | nie zakwalifikował się  | nie zakwalifikował się  |
| Steve Schmuhl Thomas Stephens Austin Ringquist Erich Peske | sztafeta 4x100 metrów st. dowolnym | 3:27.11      | 3 Q          |                        |                        | 3:25.56                 | 5                       |
| Steve Schmuhl Thomas Stephens Austin Ringquist Erich Peske | sztafeta 4x100 metrów st. zmiennym | 3:52.98      | 11           |                        |                        | nie zakwalifikowali się | nie zakwalifikowali się |

Dziewczęta
| Zawodnik                                                  | Konkurencja                        | Kwalifikacje | Kwalifikacje | Półfinał                | Półfinał                | Finał                   | Finał                   |
| Zawodnik                                                  | Konkurencja                        | Czas         | Miejsce      | Czas                    | Miejsce                 | Czas                    | Miejsce                 |
| --------------------------------------------------------- | ---------------------------------- | ------------ | ------------ | ----------------------- | ----------------------- | ----------------------- | ----------------------- |
| Kiera Janzen                                              | 50 m st. dowolnym                  | 27.93        | 27           | nie zakwalifikowała się | nie zakwalifikowała się |                         |                         |
| Kiera Janzen                                              | 200 m st. dowolnym                 | 2:02.09      | 1 Q          |                         |                         | 2:02.01                 | 4                       |
| Kiera Janzen                                              | 400 m st. dowolnym                 | 4:18.36      | 4 Q          |                         |                         | 4:14.28                 | srebrny medal           |
| Jordan Mattern                                            | 100 m st. dowolnym                 | 57.81        | 10 Q         | 57.36                   | 8 Q                     | 57.52                   | 7                       |
| Jordan Mattern                                            | 200 m st. dowolnym                 | 2:02.91      | 4 Q          |                         |                         | 2:03.28                 | 7                       |
| Jordan Mattern                                            | 400 m st. dowolnym                 | 4:19.51      | 7 Q          |                         |                         | 4:14.94                 | 6                       |
| Jordan Mattern                                            | 200 m st. zmiennym                 | 2:19.55      | 6 Q          |                         |                         | 2:19.70                 | 6                       |
| Allison Roberts                                           | 100 m st. grzbietowym              | 1:04.53      | 8 Q          | 1:04.55                 | 10                      | nie zakwalifikowała się | nie zakwalifikowała się |
| Allison Roberts                                           | 200 m st. grzbietowym              | 2:17.29      | 9            |                         |                         | nie zakwalifikowała się | nie zakwalifikowała się |
| Kaitlyn Jones                                             | 200 m st. grzbietowym              | 2:13.46      | 1 Q          |                         |                         | 2:12.20                 | srebrny medal           |
| Kaitlyn Jones                                             | 200 m st. zmiennym                 | 2:16.57      | 2 Q          |                         |                         | 2:14.53                 | złoty medal             |
| Kiera Janzen Jordan Mattern Kaitlyn Jones Allison Roberts | sztafeta 4x100 metrów st. dowolnym | 3:56.12      | 6 Q          |                         |                         | 3:54.26                 | 6                       |
| Kiera Janzen Jordan Mattern Kaitlyn Jones Allison Roberts | sztafeta 4x100 metrów st. zmiennym | 4:26.15      | 9            |                         |                         | nie zakwalifikowali się | nie zakwalifikowali się |

Składy mieszane
| Zawodnik                                                  | Konkurencja                                 | Kwalifikacje | Kwalifikacje | Półfinał | Półfinał | Finał   | Finał   |
| Zawodnik                                                  | Konkurencja                                 | Czas         | Miejsce      | Czas     | Miejsce  | Czas    | Miejsce |
| --------------------------------------------------------- | ------------------------------------------- | ------------ | ------------ | -------- | -------- | ------- | ------- |
| Erich Peske Kiera Janzen Jordan Mattern Thomas Stephens   | sztafeta mieszana 4x100 metrów st. dowolnym | 3:38.89      | 5 Q          |          |          | 3:39.08 | 6       |
| Erich Peske Kaitlyn Jones Jordan Mattern Austin Ringquist | sztafeta mieszana 4x100 metrów st. zmiennym | 4:04.29      | 7            |          |          | 4:02.90 | 6       |

### Podnoszenie ciężarów
- Jessica Beed – kategoria do 63 kg - 7. miejsce

### Siatkówka
Drużyna dziewcząt – 2. miejsce  srebrny medal
- Samantha Cash (C)
- Crystal Graff
- Micha Hancock
- Natalie Hayes
- Christina Higgins
- Madison Kamp
- Lauren Teknipp
- Elizabeth McMahon
- Katherine Mitchell
- Tiffany Morales
- Olivia Okoro
- Taylor Simpson

### Skoki do wody
- Michael Hixon
  - trampolina 3-metrowa  brązowy medal
- Annika Lenz
  - trampolina 3-metrowa - 8. miejsce
  - wieża 10-metrowa - 4. miejsce

### Szermierka
- Alexander Massialas – 2. miejsce  srebrny medal
- Will Spear – 6. miejsce
- Katharine Holmes – 4. miejsce
- Mona Shaito – 5. miejsce
- Celina Merza – 2. miejsce  srebrny medal

### Taekwondo
Chłopcy
- Gregory English – kategoria do 48 kg –  brązowy medal

Dziwczęta
- Jessie Bates – kategoria do 49 kg –  brązowy medal
- Adrienne Ivey – kategoria +63 kg - odpadła w ćwierćfinale

### Tenis stołowy
- Ariel Hsing – 9. miejsce

### Triathlon
Chłopcy
- Kevin McDowell –  srebrny medal

Dziwczęta
- Kelly Whitley –  brązowy medal

### Zapasy
Styl dowolny
- Quinton Murphy – kategoria do 63 kg - 4. miejsce
- Jordan Rogers – kategoria do 76 kg – 2. miejsce  srebrny medal
- Jenna Rose Burkert – kategoria do 60 kg – 5. miejsce

Styl klasyczny
- Lucas Sheridan – kategoria do 85 kg - 4. miejsce

### Żeglarstwo
- Margot Samson – 16. miejsce
- Ian Stokes – 20. miejsce